# Lautaro Taboada
Lautaro Taboada (Morón, provincia de Buenos Aires; 22 de enero de 2004) es un futbolista argentino que se desempeña como delantero y juega en San Martín de Tucumán, de la Primera Nacional de Argentina.

## Trayectoria
Surgido de las inferiores All Boys, Lautaro Taboada hizo su debut profesional el 26 de marzo de 2023, en la derrota 3 a 1 frente Defensores Unidos, por la fecha 8 del Campeonato de Primera Nacional 2023. Dos meses después, anotaría su primer y único gol con el conjunto de Floresta, en la victoria 2 a 1 frente a Defensores de Belgrano, en la jornada 17 del torneo de ascenso.
Taboada jugaría 4 partidos más con la institución, antes de irse de forma polémica del club, ante una posible oferta de poder ir a jugar al exterior.
A mediados de 2023 se une en condición de libre al North Texas Soccer Club, equipo filial del Football Club Dallas, de la MLS Next Pro. En año y medio en el conjunto estadunidense, Taboada no tuvo demasiada participación, disputando únicamente 10 partidos, pero fue parte del plantel que se consagró como campeón de la temporada 2024 de la tercera categoría del fútbol de ese país.
Para 2025 se une a San Martín de Tucumán, para disputar el Campeonato de Primera Nacional 2025, debutando con su nuevo equipo el 23 de marzo, en la victoria 1 a 0 frente Gimnasia y Tiro de Salta, por un partido correspondiente al campeonato de ascenso.

## Estadísticas

### Clubes
Actualizado hasta su último partido disputado el 14 de junio de 2025.
| Club                             | Div.          | Temporada     | Liga  | Liga  | Liga   | Copas nacionales | Copas nacionales | Copas nacionales | Torneos internacionales | Torneos internacionales | Torneos internacionales | Total | Total | Total  |
| Club                             | Div.          | Temporada     | Part. | Goles | Asist. | Part.            | Goles            | Asist.           | Part.                   | Goles                   | Asist.                  | Part. | Goles | Asist. |
| -------------------------------- | ------------- | ------------- | ----- | ----- | ------ | ---------------- | ---------------- | ---------------- | ----------------------- | ----------------------- | ----------------------- | ----- | ----- | ------ |
| C. A. All Boys Argentina         | 2.ª           | 2023          | 5     | 1     | 0      | 1                | 0                | 0                | —                       | —                       | —                       | 6     | 1     | 0      |
| C. A. All Boys Argentina         | Total club    | Total club    | 5     | 1     | 0      | 1                | 0                | 0                | 0                       | 0                       | 0                       | 6     | 1     | 0      |
| North Texas S. C. Estados Unidos | 3.ª           | 2023          | 6     | 0     | 0      | —                | —                | —                | —                       | —                       | —                       | 6     | 0     | 0      |
| North Texas S. C. Estados Unidos | 3.ª           | 2024          | 4     | 0     | 0      | —                | —                | —                | —                       | —                       | —                       | 4     | 0     | 0      |
| North Texas S. C. Estados Unidos | Total club    | Total club    | 10    | 0     | 0      | 0                | 0                | 0                | 0                       | 0                       | 0                       | 10    | 0     | 0      |
| San Martín (T) Argentina         | 2.ª           | 2025          | 4     | 0     | 0      | —                | —                | —                | —                       | —                       | —                       | 4     | 0     | 0      |
| San Martín (T) Argentina         | Total club    | Total club    | 4     | 0     | 0      | 0                | 0                | 0                | 0                       | 0                       | 0                       | 4     | 0     | 0      |
| Total carrera                    | Total carrera | Total carrera | 19    | 1     | 0      | 1                | 0                | 0                | 0                       | 0                       | 0                       | 20    | 1     | 0      |
| 1.                               |               |               |       |       |        |                  |                  |                  |                         |                         |                         |       |       |        |

## Palmarés

### Torneos nacionales
| Título       | Club              | País           | Año  |
| ------------ | ----------------- | -------------- | ---- |
| MLS Next Pro | North Texas S. C. | Estados Unidos | 2024 |